# Комитет общественного порядка и безопасности
Комитет общественного порядка и безопасности ― временный орган государственного управления, созданный в Минске силами демократической общественности в марте 1917 года.

## История создания Комитета
В Минске сведения о свержении царского правительства получили 1 марта 1917 года. На следующий день начались беспорядки: из тюрем толпа стала освобождать заключённых, начались погромы.
2 марта в минских газетах появилось объявление уполномоченного Земского союза на Западном фронте В. В. Вырубова и заместителя уполномоченного минского союза Г. Ю. Динесмана о победе Революции.
По инициативе деятелей земского и городского самоуправления, в ночь на 4 марта состоялось совещание с участием гласных городской Думы, представителей Всероссийского земского союза, Всероссийского союза городов, губернского и уездного земств, православного, католического и еврейского духовенства. Присутствовало 70 человек. Председательствовали минский городской голова, председатель городского Союза городов С. Б. Хржонстовский и председатель Минской губернской земской управы и глава Военно-промышленного комитета Б. Н. Самойленко.
Б. Н. Самойленко ознакомил присутствующих с ситуацией в городе Минске. Собравшиеся единогласно избрали его гражданским комендантом Минска. На него возлагались обязанности и права бывшего губернатора Минской губернии. С. Б. Хржонстовский был избран минским городским комиссаром от Временного правительства. Член городской Думы и депутат 1-й Государственной думы от партии кадетов В. О. Янчевский возглавил комиссию по организации учредительного собрания для выборов общественного исполнительного комитета в Минске.
7 марта Комитетом общественного порядка и безопасности на совещании делегатов городских и земских самоуправлений, общественных и национальных организаций для решения оперативных вопросов создан городской комитет общественной безопасности во главе с В. О. Янчевским. Подобные комитеты были созданы и в других крупных городах Беларуси, ― иногда под иными названиями: в Гомеле «Комитет общественной безопасности и благосостояния города», в Могилёве «Исполнительный комитет по охране общественной безопасности» и др. Комитеты представляли власть от лица Временного правительства.
По решению Комитета были отставлены от должности минский губернатор В. А. Друцкой-Соколинский и военный комендант Минска. Созданная наспех милиция взяла под охрану вокзал, телеграф.
Дом минского генерал-губернатора занял комиссар Временного правительства Б. Н. Самойленко, но Самойленко вскоре был заменен присланным из Москвы комиссаром Временного правительства В. А. Ждановым.
4 марта из эсеров, бундовцев, членов Совета крестьянских депутатов и РСДРП(б) организовался Минский Совет рабочих депутатов. 6 марта ими было решено создать Совет рабочих и солдатских депутатов. Никаких претензий на власть Совет депутатов Комитету безопасности не предъявлял.

## Деятельность Комитета
19 марта Комитет совместно с другими общественными организациями организовал День Свободы. Подобные Дни проходили во многих городах. Даже священники проводили службы в честь «праздника освобождения России». В Минске, после молебна, викарный епископ Слуцкий Феофилакт (Клементьев) прочитал «прочувствованную проповедь».
Комитет общественного порядка и безопасности действовал до переизбрания минской городской Думы (30 июля).
Затем муниципальная власть перешла в руки левоцентристского большинства во главе с новым председателем Думы А. И. Вайнштейном и городским головой П. Кащенко.
26 октября 1917 года в Минске был создан Комитет спасения Революции, куда вошли генералы и офицеры штаба Западного фронта и другие лица. Однако, что-либо предпринять он не успел. В октябре 1917 года в результате заседания Центральной рады белорусских партий и организаций появилась Большая Белорусская Рада во главе с В. Адамовичем, Алесем Гаруном и А. Смоличем.
Особенностью тогдашнего политического положения явилось то, что в отличие от петроградского и московского двоевластия, в Минске имелось троевластие: Комитет общественного порядка и безопасности, военная власть и власть Советов.